# Torre BBVA (México)
La Torre BBVA es la sede central de BBVA México. Su construcción comenzó a principios del año 2008 y fue terminada durante la segunda mitad de 2015. La inauguración oficial tuvo lugar el 9 de febrero de 2016. Actualmente es el cuarto rascacielos más alto en la Ciudad de México con 235 metros, después de Chapultepec Uno, Torre Reforma y Mitikah.[cita requerida]

## Ubicación
La torre se encuentra ubicada en Paseo de la Reforma 510, colonia Juárez, delegación Cuauhtémoc, C.P. 06600, en la Ciudad de México, D.F. Se localiza frente a la Torre Mayor, en el predio que ocupó desde 1971 el edificio Reforma 506 más conocido como la Torre Mario Moreno I que medía 95 metros, también ocupará el predio del Edificio Jena que medía 68 metros, además de otro edificio ubicado en Reforma 508 de una altura aproximada de 45 metros con 10 pisos, para dar lugar a una torre de 235 metros de altura.

## La forma
- Su altura es de 235 metros hasta el helipuerto y 250m hasta la punta de las antenas, sin embargo, la altura oficial es de 235m debido a que las antenas son decorativas.[5] Cuenta con 60 pisos de 4.30 metros de altura cada uno en los pisos de oficinas y 3.70m en los niveles de estacionamiento
- El inmueble cuenta con certificación LEED ORO, amigable con el medio ambiente, ahorra un 40% de agua y 25% de energía.
- El área total del edificio es de 185,000 m² en un predio de 11,000 m².

## Detalles importantes
- La inversión para la compra del predio de tres mil 389 metros cuadrados fue de 13 000 dólares el metro cuadrado, por lo que se convirtió en la mayor inversión inmobiliaria en Latinoamérica en ese momento.[6]
- La torre integra alta tecnología y protección solar para el ahorro de energía, al igual que jardines verticales cada tres pisos.
- La estructura de la torre bancaria es mixta (concreto y acero) y está a cargo de Ove Arup y Colinas de Buen, quienes emplean la última tecnología en sismos y los más altos coeficientes de seguridad
- El rascacielos incluye equipos de vanguardia en los sistemas de aire acondicionado, iluminación e hidráulico y sanitario y plantea medidas para reducir el consumo de agua y electricidad en un 33%.
- La construcción de este inmueble generó al menos 3.000 fuentes de trabajo adicionales durante tres años.

## Avance de obras

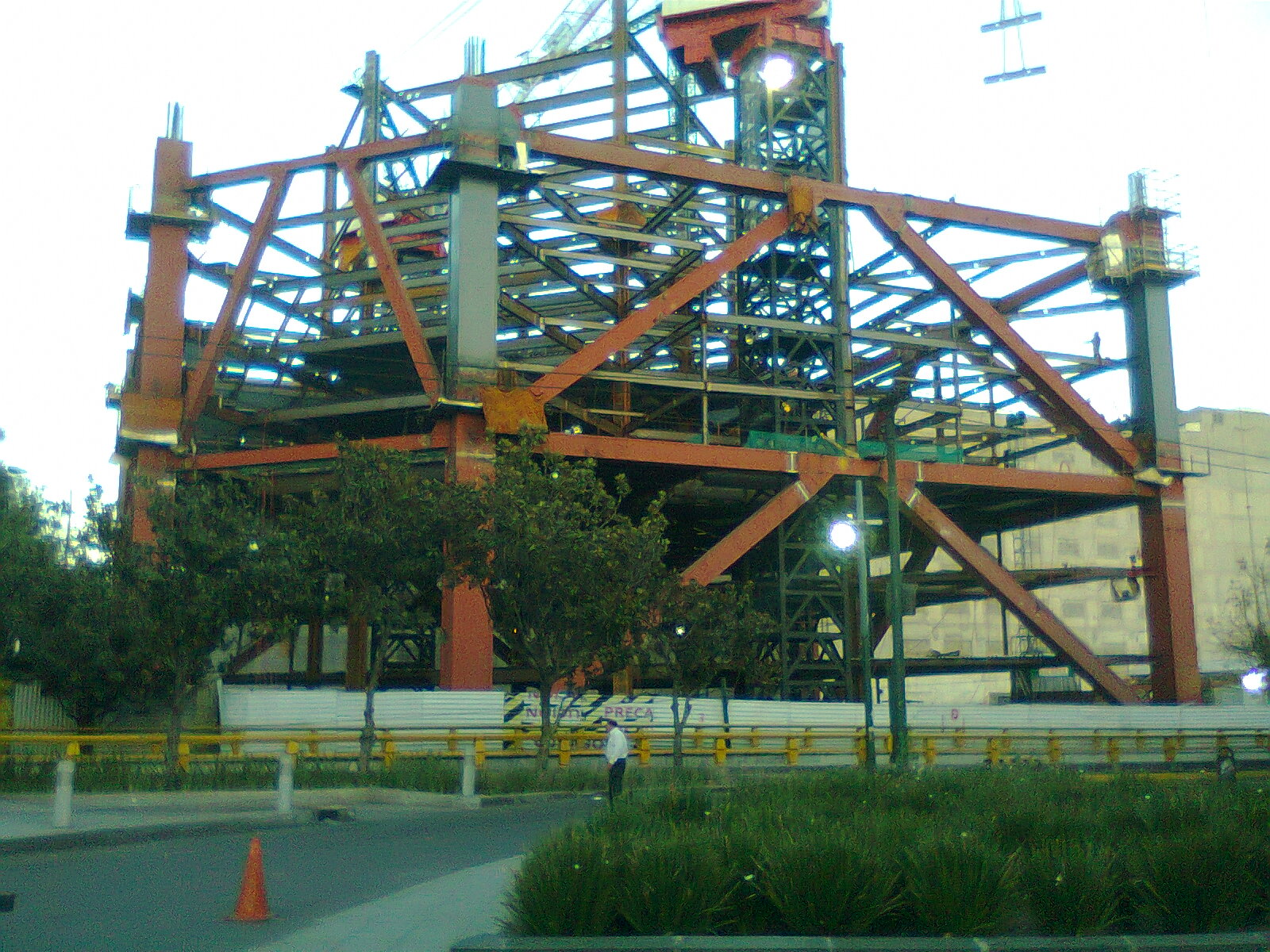
Avance diciembre de 2012
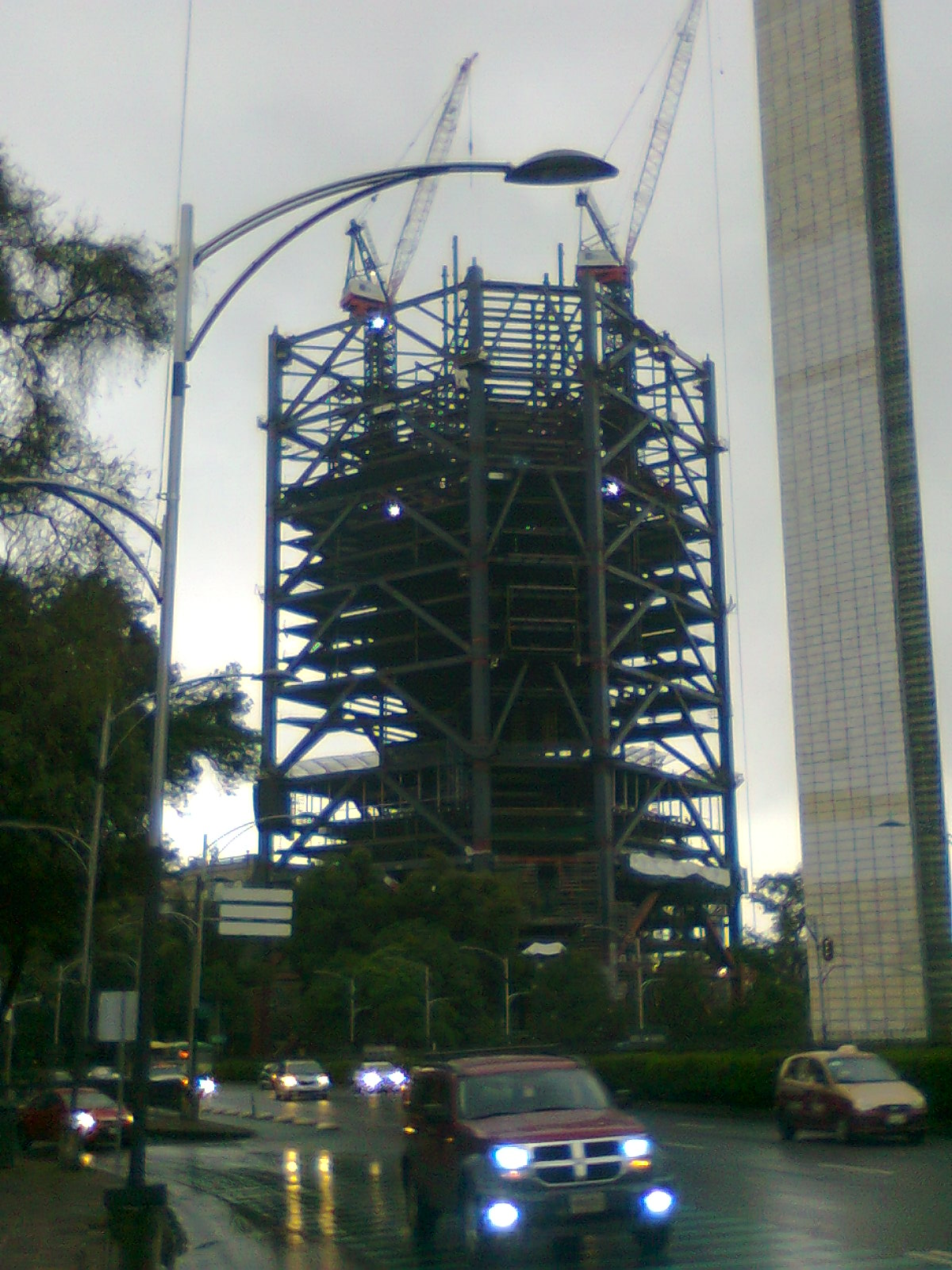
Avance julio de 2013
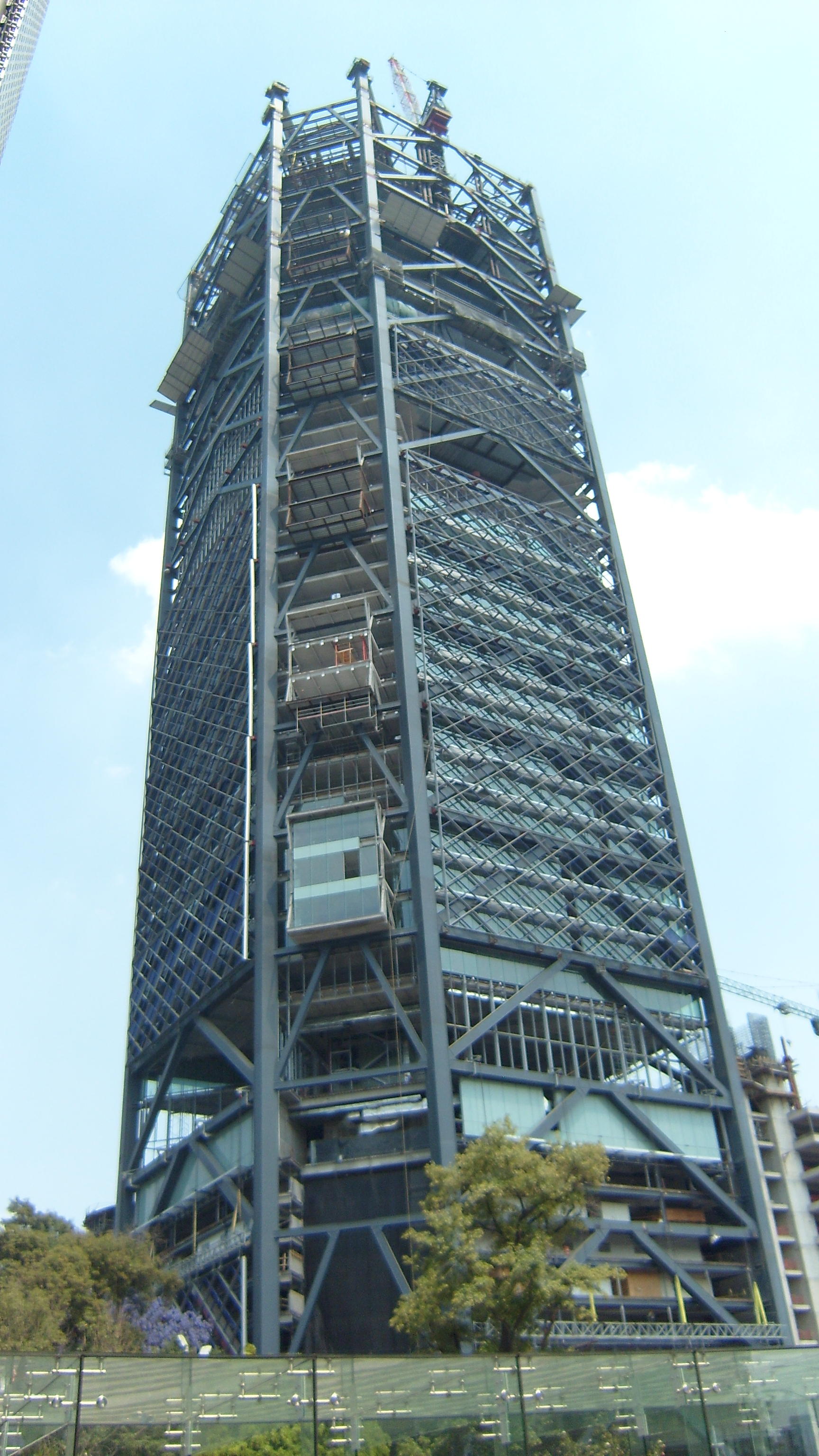
Avance 21 de marzo de 2014
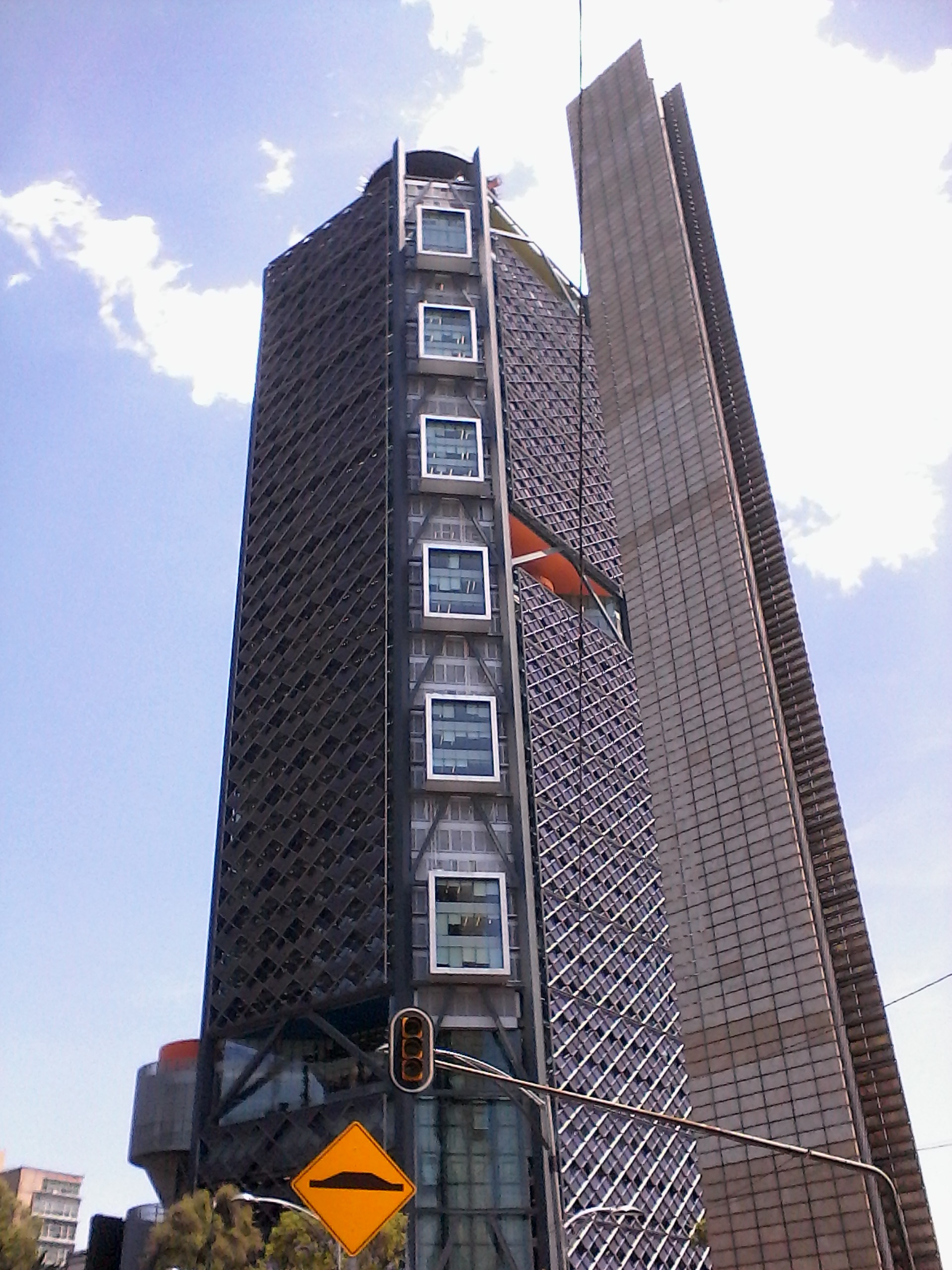
Torre en 2016